# Kovács Zoltán (csillagász)
Kovács Zoltán, születési és 1890-ig használt nevén Klein Zoltán (Pápa, 1871. június 13. – Győr, 1912. augusztus 14.) bölcseleti doktor, főreáliskolai tanár, matematikus, csillagász, Kovács Margit apja.

## Élete
Klein Móric (1839–1917) kereskedő, a Kisbér-Füzitői Egyesült Keményítőgyárak Rt. igazgatója és Sonnenfeld Betti (Berta) fiaként született. Nővére Klein Gizella, férjezett dr. Hirsch Vilmosné.
Középiskolai tanulmányait a Pápai Református Kollégiumban végezte. Itt egy-két műfordítása jelent meg a Pápai Lapokban, s 8. osztályos korában a főiskola fizikai pályázatán A meteorologiai észleléseknél használt eszközök leírása s az átszámításoknál alkalmazott képletek vizsgálata című dolgozatával pályadíjat nyert. Tanulmányait a budapesti József Nádor Műegyetemen folytatta.
1893–94-ben az ógyallai csillagvizsgálóval kapcsolatos országos meteorológiai intézetben működött, majd egy évig a Magyar Királyi Tanárképző Intézet Gyakorló Főgimnáziumában alkalmazták. 1895. március 19-én doktorrá avatták a matematika, fizika és csillagászat tárgykörökből.
1896-ban tanári oklevelet nyert matematikából és fizikából és 1898-ban tornatanári vizsgát tett. 1895–1896-ban a székesfehérvári és 1896-től a győri főreáliskola tanára volt.
Cikkei a Pápai Lapokban (1892. Pár szó a világegyetem keletkezéséről, 1899. A csillagok világából), a Pápai Független Ujságban (1893–94. A tudományok tudománya, Más világok mint a mienk), a Székesfehérvár és Vidékében (1896. Töredék egy csillagász naplójából, felolvasás u. ezen címmel és munkából a Győri Hírlapban és a Magyar Nők Lapjában 1897–1898.)

## Munkája
- Az integral és megfordítása a Weierstrass-féle z-pu függvény. Budapest, 1894